# Osvaldo Giuntini
Dom Osvaldo Giuntini (São Paulo, 24 de outubro de 1936) é um bispo católico brasileiro. Foi o terceiro bispo diocesano de Marília de 9 de dezembro de 1992 a 8 de maio de 2013, quando, com a nomeação de seu sucessor, passou a ser bispo emérito.

## Biografia
Dom Osvaldo Giuntini, estudou de 1956 a 1963 filosofia e teologia no Seminário Central da Imaculada Conceição, no Ipiranga, e na Faculdade de Teologia Nossa Senhora da Assunção. Foi ordenado sacerdote, em 8 de dezembro de 1963. O ministério foi exercido primeiramente em São Paulo logo depois, foi pároco das cidades de Salto e Itu. Após a criação da Diocese de Jundiaí, Dom Osvaldo foi nomeado pároco da Catedral de Nossa Senhora do Desterro, chanceler do bispado e posteriormente, Vigário Geral da diocese.
Em 1975, o Papa Paulo VI concedeu-lhe o título de monsenhor. Seis anos depois, Dom Osvaldo foi para Roma com o objetivo de fazer um curso de atualização em Direito Matrimonial.
Em 25 de junho de 1982, o então Monsenhor Osvaldo recebeu a nomeação de Bispo-auxiliar da Diocese de Marília e Bispo-titular de Tununa. A sagração episcopal ocorreu em Jundiaí, no dia 12 de setembro do mesmo ano, celebrada por Dom João Bergese. O lema escolhido para o seu episcopado foi Dou-vos a minha vida (Vitam meam do vobis). Dom Osvaldo veio a Marília como bispo auxiliar do então bispo diocesano, frei Daniel Tomasella, OFMCap.
Dom Osvaldo Giuntini permaneceu por cinco anos como bispo auxiliar. Em 30 de abril de 1987, a pedido de Dom Frei Daniel, Dom Osvaldo foi nomeado Bispo-coadjutor, com direito à sucessão. Cinco anos depois, em decorrência da renúncia de Dom Frei Daniel, Dom Osvaldo tomou posse como Bispo Diocesano de Marília, em 9 de dezembro de 1992.
No dia 8 de maio de 2013, o Papa Francisco aceitou a renúncia de Dom Osvaldo para o governo da Diocese de Marília em conformidade com o cânon 401 § 1º do Código de Direito Canônico, nomeando Dom Luiz Antônio Cipolini para ser seu sucessor e ficando Dom Osvaldo como Bispo Emérito.